# Dean Furman
Dean Furman (Ciudad del Cabo, 22 de junio de 1988) es un futbolista sudafricano. Juega de centrocampista en el Warrington Rylands 1906 F. C. de la Northern Premier League de Inglaterra.

## Selección nacional
Ha sido internacional con la selección de fútbol de Sudáfrica; donde hasta ahora, ha jugado 56 partidos internacionales reconocidos por la FIFA y anotó 3 goles por dicho seleccionado.
| Selección              | Partidos | Goles |
| ---------------------- | -------- | ----- |
| Selección de Sudáfrica | 56       | 3     |

## Clubes
| Club                          | País       | Año       | Partidos | Goles |
| ----------------------------- | ---------- | --------- | -------- | ----- |
| Rangers F. C.                 | Escocia    | 2008      | 1        | 0     |
| Bradford City A. F. C.        | Inglaterra | 2008-2009 | 33       | 4     |
| Oldham Athletic A. F. C.      | Inglaterra | 2009-2013 | 148      | 9     |
| Doncaster Rovers F. C.        | Inglaterra | 2013-2015 | 82       | 3     |
| Supersport United F. C.       | Sudáfrica  | 2015-2020 | 155      | 5     |
| Carlisle United F. C.         | Inglaterra | 2020-2021 | 20       | 0     |
| Altrincham F. C.              | Inglaterra | 2021-2022 | 9        | 0     |
| Warrington Rylands 1906 F. C. | Inglaterra | 2022-     |          |       |

## Palmarés

### Títulos nacionales
| Título            | Club                    | País      | Año  |
| ----------------- | ----------------------- | --------- | ---- |
| Copa de Sudáfrica | Supersport United F. C. | Sudáfrica | 2016 |
| Copa de Sudáfrica | Supersport United F. C. | Sudáfrica | 2017 |
| MTN 8             | Supersport United F. C. | Sudáfrica | 2017 |
| MTN 8             | Supersport United F. C. | Sudáfrica | 2019 |